# 旅立ち (松山千春のアルバム)
『旅立ち』（たびだち）は、1986年10月25日にリリースされた松山千春の4枚目のベスト・アルバムである。

## 解説
- 松山はシングル・コレクション『起承転結』シリーズのベスト・アルバムを過去3作リリースしている。今作は当時デビュー10周年を迎えた松山が自ら選曲、全曲再録音＆リアレンジされたベスト・アルバムである。

- LPとCDの同時リリースであった。1992年には日本コロムビアよりCDが、2009年にHQCD[1]が再リリースされている。

## 収録曲

### SIDE A
| 全作詞・作曲: 松山千春、全編曲: 飛澤宏元。 |                        |          |            |      |
| #                                          | タイトル               | 作詞     | 作曲・編曲 | 時間 |
| 1.                                         | 「旅立ち」             | 松山千春 | 松山千春   | 3:46 |
| 2.                                         | 「タイニー・メモリー」 | 松山千春 | 松山千春   | 5:15 |
| 3.                                         | 「ひとりじめ」         | 松山千春 | 松山千春   | 5:55 |
| 4.                                         | 「青春II」             | 松山千春 | 松山千春   | 4:07 |
| 5.                                         | 「私を見つめて」       | 松山千春 | 松山千春   | 5:28 |
| 合計時間:                                  | 合計時間:              | 24:31    |            |      |

### SIDE B
| 全作詞・作曲: 松山千春、全編曲: 飛澤宏元。 |                      |          |            |      |
| #                                          | タイトル             | 作詞     | 作曲・編曲 | 時間 |
| 1.                                         | 「長い夜」           | 松山千春 | 松山千春   | 5:13 |
| 2.                                         | 「季節の中で」       | 松山千春 | 松山千春   | 3:40 |
| 3.                                         | 「恋」               | 松山千春 | 松山千春   | 4:58 |
| 4.                                         | 「銀の雨」           | 松山千春 | 松山千春   | 3:28 |
| 5.                                         | 「大いなる愛よ夢よ」 | 松山千春 | 松山千春   | 6:35 |
| 合計時間:                                  | 合計時間:            | 23:54    |            |      |

## 参加ミュージシャン
- Drums：見砂和照
- E.Guitar：松原正樹・芳野藤丸・角田順
- A.Guitar：笛吹利明
- Bass：長岡道夫
- Keyboard：中西康晴・倉田信雄・エルトン永田・有坂秀一
- Strings：加藤 JOE GROUP・篠崎マサ GROUP